# Marathon (film, 1992)
Pour les articles homonymes, voir Marathon.
Pour plus de détails, voir Fiche technique et Distribution.
Marathon (titre original : Maratón) est un film espagnol réalisé par Carlos Saura, sorti en 1992.

## Synopsis
Documentaire sur les Jeux Olympiques de Barcelone.

## Fiche technique
- Titre original : Maratón
- Titre français : Marathon
- Réalisation : Carlos Saura
- Scénario : Carlos Saura
- Photographie : Javier Aguirresarobe, Josep M. Civit
- Son : Dani Fontrodona
- Montage : Pablo G. del Amo
- Musique : Alejandro Massó
- Production : Andrés Vicente Gómez
- Société de production : Ibergroup, Ovídeo TV
- Société de distribution : Iberoamericana Films Producción
- Pays d’origine :  Espagne
- Format : couleur (Technicolor)
- Genre : film documentaire
- Durée : 105 minutes

## Distribution
- Charles Barkley
- Larry Bird
- Linford Christie
- Janet Evans
- Magic Johnson
- Michael Jordan
- Jackie Joyner
- Carl Lewis
- Alexander Popov
- Mike Powell